# SN 2005hy
SN 2005hy – supernowa typu Ia odkryta 11 października 2005 roku w galaktyce A001423+0019. W momencie odkrycia miała maksymalną jasność 21,70m.